# Nahirți, Jovkva
Nahirți (în ucraineană Нагірці) este un sat în comuna Zibolkî din raionul Jovkva, regiunea Liov, Ucraina.

## Demografie
Componența lingvistică a localității Nahirți
     Ucraineană (100%)
Conform recensământului din 2001, toată populația localității Nahirți era vorbitoare de ucraineană (100%).